# Олендорф, Отто
Отто Олендорф (нем. Otto Ohlendorf; 4 февраля 1907, Хоэнеггельсен, Германская империя — 7 июня 1951, Ландсбергская тюрьма) — группенфюрер СС, генерал-лейтенант полиции, начальник 3-го управления (внутренняя служба СД) в  Главном управлении имперской безопасности (РСХА), командир айнзацгруппы D.

## Биография
Отто Олендорф родился 4 февраля 1907 года в Хоэненгельсене в семье крестьянина Генриха Олендорфа. Посещал гимназию «Андреанум» в Хильдесхайме. С 1928 по 1931 год изучал право и народное хозяйство в университетах Лейпцига и Гёттингена. После сдачи первого государственного экзамена по праву в 1931 году в течение одного года учился в Павийском университете в фашистской Италии, где также изучал корпоративизм и синдикализм. В октябре 1933 года стал ассистентом Йенса Йессена в институте мировой экономики в Киле. С 1934 года был заведующим отделом в институте прикладных экономических исследований при университете Берлина.
28 мая 1925 года вступил в НСДАП (билет № 6531). В 1926 году был зачислен в СС (№ 880).
В 1936 году поступил на работу в аппарат СД, где стал начальником отдела II/23 (образование) в Главном управлении СД. С 1937 года возглавил всю внутреннюю службу СД под непосредственным руководством Рейнхарда Гейдриха. Его регулярные доклады о настроениях народных масс из сфер управления, культуры, права, экономики и здравоохранения должны были информировать нацистское руководство. В 1939 году стал начальником 3-го ведомства Главного управления имперской безопасности. На этой должности организовывал сбор сведений о положении дел внутри страны.
В июне 1941 года Гейдрих назначил Олендорфа командиром айнзацгруппы D, следовавшей за 11-й армией вермахта и действовавшей на юге Украины, в Бессарабии, Крыму и на Кавказе. В задачу айнзацгрупп входило целенаправленное уничтожение евреев, цыган и коммунистов. Подразделение Олендорфа в частности было ответственно за массовое убийство в Симферополе, где 13 декабря 1941 года было убито 14 300 человек, большинство из которых были евреями.
Олендорф не любил использовать выстрелы в затылок: вместо этого он предпочитал сначала выстраивать жертв, а потом стрелять в них с большого расстояния для облегчения персональной ответственности за отдельные убийства. Все формы контакта между расстрельной командой и жертвами были ограничены — по настоянию Олендорфа — до последнего момента, когда на каждого убитого человека приходилось по трое стрелков. Олендорф также запрещал совершать какие-либо отдельные акции и присваивать имущество убитых. Один из его подчинённых гауптштурмфюрер СС Лотар Хаймбах однажды заявил: «Человек — это повелитель над жизнью и смертью, когда он получает приказ застрелить 300 детей — он лично убивает 150».
Многие из операций лично курировались Олендорфом, который хотел, чтобы они были совершены «по военному характеру» и были «гуманными» в данных обстоятельствах. 1 августа 1941 года Олендорф получил инструкцию от шефа гестапо Генриха Мюллера держать Гитлера в курсе «прогресса на Востоке», а также призывал его к скорейшей отправке фотографий результатов операций. В течение сентября 1941 года подразделением было убито 22 467 евреев и коммунистов в Николаеве. С 1942 года начали применяться газвагены. В период с июня 1941 по июнь 1942 года айнзацгруппа D уничтожила 90 000 человек.
В январе 1942 года штаб 11-й армии поставил перед Олендорфом как руководителем айнзацгруппы D следующую задачу: «Охватить пригодных к службе крымских татар для действий на фронте в частях 11-й армии на добровольной основе, а также создать татарские роты самообороны, которые совместно с айнзацгруппой D будут использованы для борьбы с партизанами». Призыв разрешалось осуществлять и среди гражданского населения на Крымском полуострове через сеть пунктов, и в фильтрационных лагерях 11-й армии среди советских военнопленных. 5 января 1942 года в Симферополе был открыт первый вербовочный пункт, где начался набор добровольцев под лозунгом: «Татары, хотите, чтобы вас не грабили партизаны, берите добровольно оружие против них».
С ноября 1943 года был заместителем статс-секретаря в имперском министерстве экономики, где координировал планы развития послевоенной экономики Германии. Для этого он привлек Людвига Эрхарда, будущего отца германского экономического чуда и канцлера ФРГ. В мае 1945 года вместе с Гиммлером бежал во Фленсбург, но был арестован с ним под Люнебургом.

### После войны

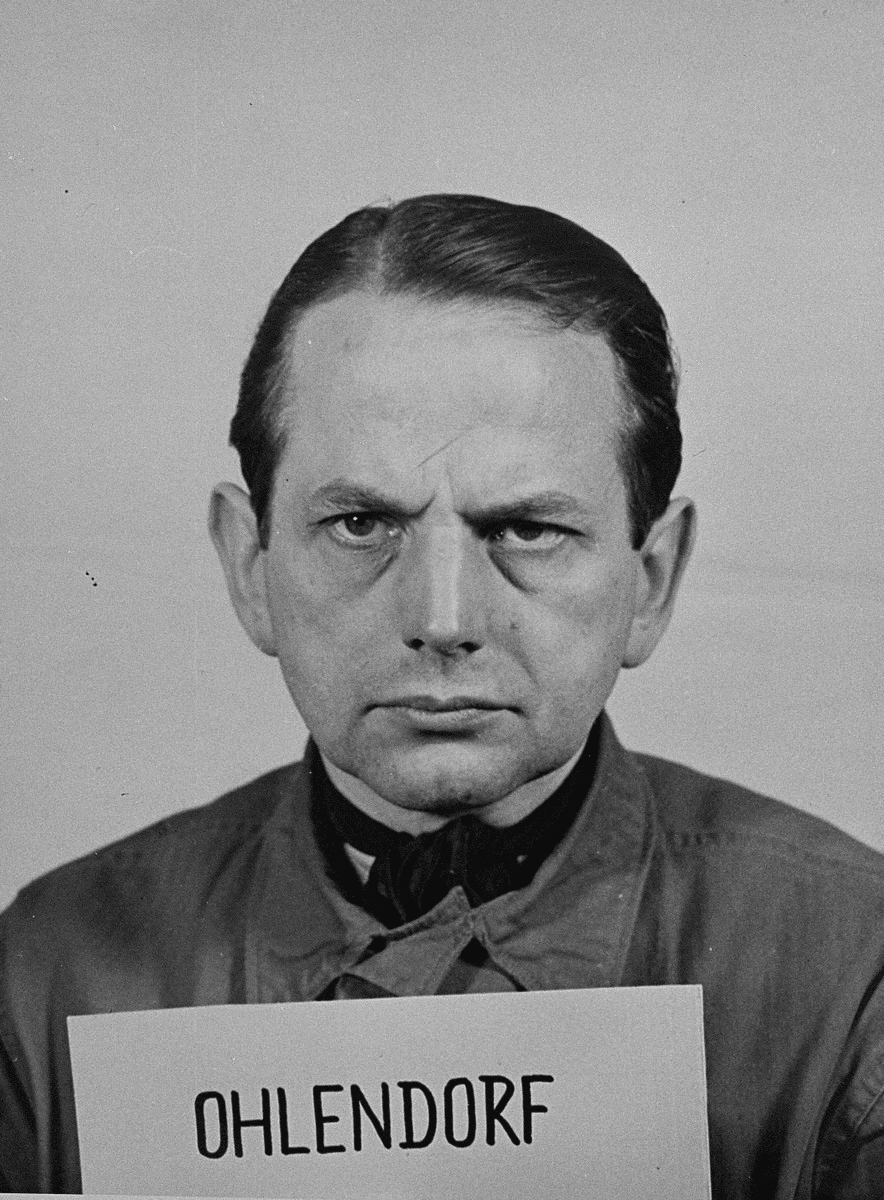
Олендорф на Нюрнбергском процессе

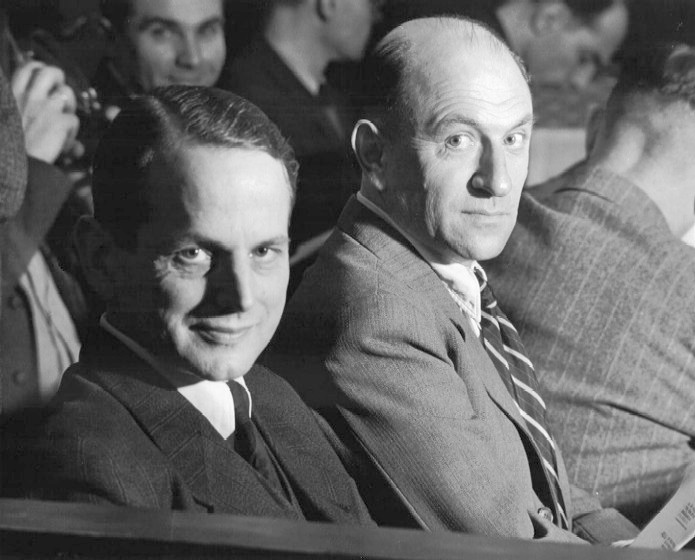
Отто Олендорф (слева) на судебном процессе в Нюрнберге. 9 февраля 1948

В 1946 году на Нюрнбергском процессе против главных военных преступников Олендорф, будучи одним из главных свидетелей обвинения, рассказал о деятельности айнзацгрупп на оккупированной территории Советского Союза. Потом предстал перед американским трибуналом на процессе по делу об айнзацгруппах. На суде защита тщетно и вопреки фактам пыталась представить Олендорфа как оппозиционера и командира, не совершавшего убийств. 10 апреля 1948 года был приговорён к смертной казни через повешение. Несмотря на заступничество высших сановников церкви и членов правительства ФРГ, прошения о помиловании были отклонены. 7 июня 1951 года приговор был приведён в исполнение в Ландсбергской тюрьме.

## Награды
- Золотой партийный знак НСДАП
- Шеврон старого бойца
- Кольцо «Мёртвая голова»
- Почетная шпага рейхсфюрера СС
- Медаль «За выслугу лет в НСДАП» в бронзе, серебре и золоте (25 лет)[20]
- Медаль «За выслугу лет в СС» 4-го, 3-го и 2-го класса (12 лет)
- Крест военных заслуг 2-го и 1-го класса с мечами
- Орден Короны Румынии, командорский крест (15 января 1943)[20]